# Constanza de Roma
Constanza de Roma (en latín: Constantina), (c. 318 - c. 354) fue miembro de la dinastía Constantiniana, que gobernó el Imperio Romano en la primera mitad del siglo IV. Constanza era hija del emperador romano Constantino I y de Fausta, a su vez hija de Maximiano. Recibió el título de Augusta de su padre. Fue la hermana de los emperadores Constancio II, Constancio II y Constante; así como esposa de Anibaliano y, tras la muerte de este, de Constancio Galo.

## Biografía

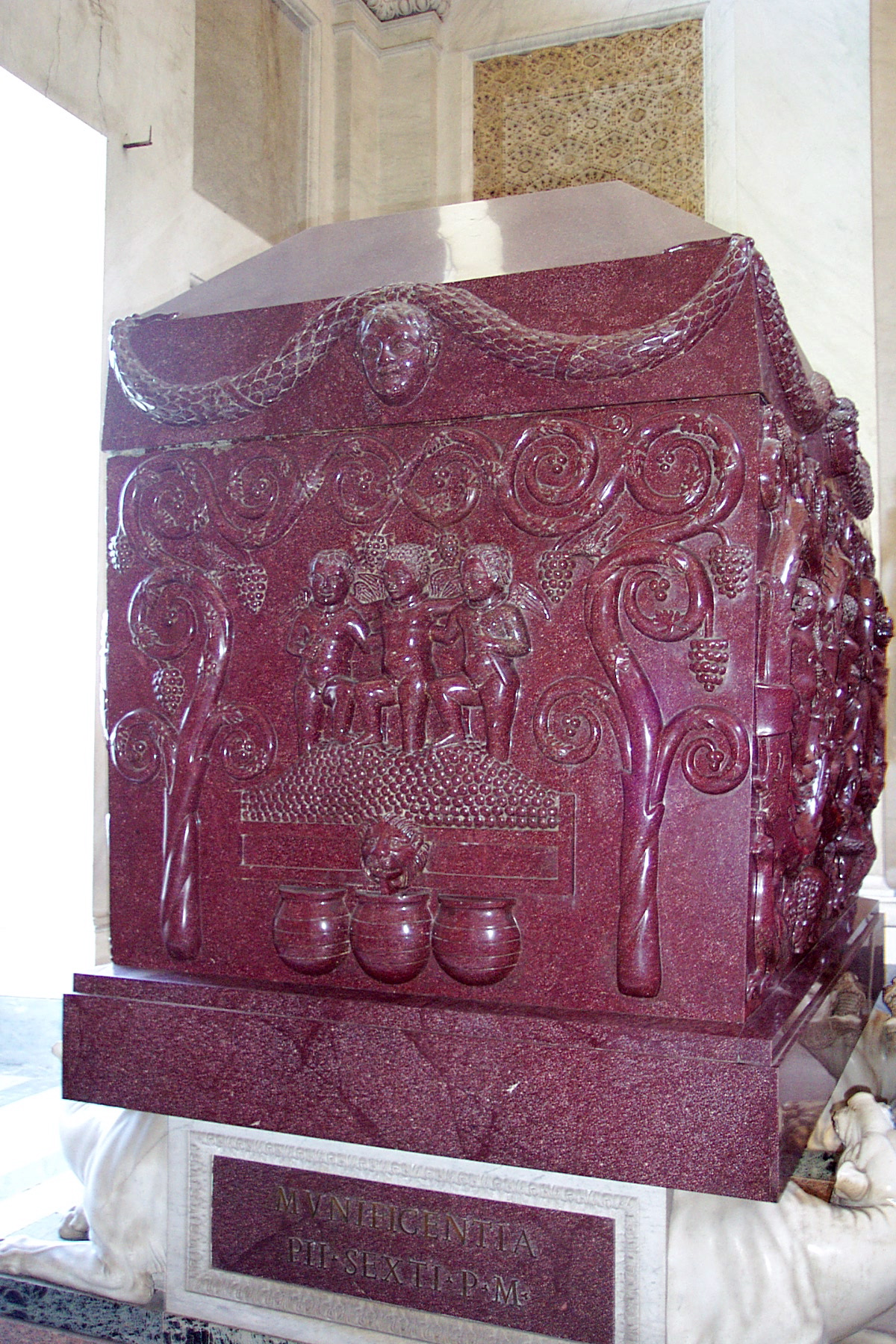
El sarcófago de Constanza en pórfido rojo, originalmente colocado en su mausoleo, ahora se conserva en los Museos Vaticanos.

Megaera quaedam mortalis, inflamatrix saevientis adsidua humani cruoris avida nihil mitius quam maritus
Una especie de Megera mortal, asidua seductora de hombres violentos, tan sedienta de sangre humana como su esposo
Amiano Marcelino, Historias , xiv.1

### Anibaliano y Vetranión
En 335 contrajo matrimonio con su primo Anibaliano, hijo de Flavio Dalmazio y "Rey de reyes", a instancias de su padre, Constantino I; el título del marido se refería a un reino, que probablemente se crearía en la zona del Ponto o de Armenia tras una campaña que nunca se inició; Constantina recibió simultáneamente el título de Augusta de su padre. Pronto quedó viuda cuando, en 337, Annibaliano murió en las purgas que siguieron a la muerte de Constantino I.
Tras la división del poder entre sus tres hermanos, Costantina se fue a vivir a Occidente, en la corte de Costante. Cuando el usurpador Magnentius se rebeló contra Costante matándolo (350), Constantina convenció al magister militum Vetranión para nombrarse Augusto;  es plausible que se planeara un matrimonio entre Constanza y Vetranión. Cuando Vetranión y Magnentius se aliaron, sus embajadores le ofrecieron a Constancio una paz para sellar con el matrimonio de Magnentius y Costanza y el de Constancio con la hija de Magnentius, pero Constancio se negó.[cita requerida]

### Costancio Galo
Constancio depuso a Vetranión, pero aún tenía que enfrentarse a la amenaza planteada por Magnentius. Para hacerse cargo del usurpador en Occidente, decidió nombrar César de Oriente a su primo Constancio Galo (cuyo padre y hermano habían muerto en las purgas del 337, pero cuya hermana había sido la primera esposa de Constancio) y a encomendarle el cuidado de la frontera oriental, donde los sasánidas estaban dispuestos a aprovechar cualquier síntoma de la debilidad romana para atacar el imperio. Para fortalecer el vínculo entre Augusto y César, Constantina se casó con Galo, probablemente en 351. Los dos cónyuges estaban separados por varios años, ya que Galo tenía veinticinco o veintiséis en el momento del matrimonio. Algunos documentos sugieren que el matrimonio se celebró con el propósito de garantizar la lealtad de Galo a Constancio, pero es posible que también se tomó la decisión de sacar a Constantina de la corte imperial, después de su papel en la rebelión de Vetranion. No se descarta que fue la propia Constanza quien sugirió el matrimonio con Galo, lo que le habría permitido controlar al César de Oriente. Sin embargo, este matrimonio vio el nacimiento de una hija, cuyo nombre y destino se desconocen.[cita requerida]
Al llegar a Oriente, Galo y Constantina enajenaron el apoyo de sus súbditos con un gobierno disoluto y arbitrario. Por ejemplo, Constantina convenció a Galo de que condenara a muerte a un tal Clematio de Alejandría después de pagarle a su suegra. Cuando Galo entró en conflicto con el prefecto pretoriano Domiciano y Monzio Magno, fue Costantina, según una versión, quien agarró a Monzio y lo arrastró de su silla, arrojándolo a los soldados que lo mataron.
Después de la muerte de dos de sus funcionarios, Constancio se vio obligado a llamar a Gallo a Milán: Constantina precedió a su marido, partiendo a la corte probablemente para interceder ante su hermano a favor de Galo, pero nunca llegó a Milán, ya que murió en Caeni Gallicali, en Bitinia (Asia Menor). Fue enterrada en Roma, en la Vía Nomentana, en un mausoleo que contenía el sarcófago de pórfido rojo (ahora conservado en los Museos Vaticanos) y un mosaico que representa a Constantina y Aníbal. Posteriormente el mausoleo de Constantina se convirtió en la basílica de Santa Constanza, cuando Constantina fue venerada como santa.

## Hagiografía
Constantina Deum venerans Christoque dicata Omnibus impensis devota mente paratis

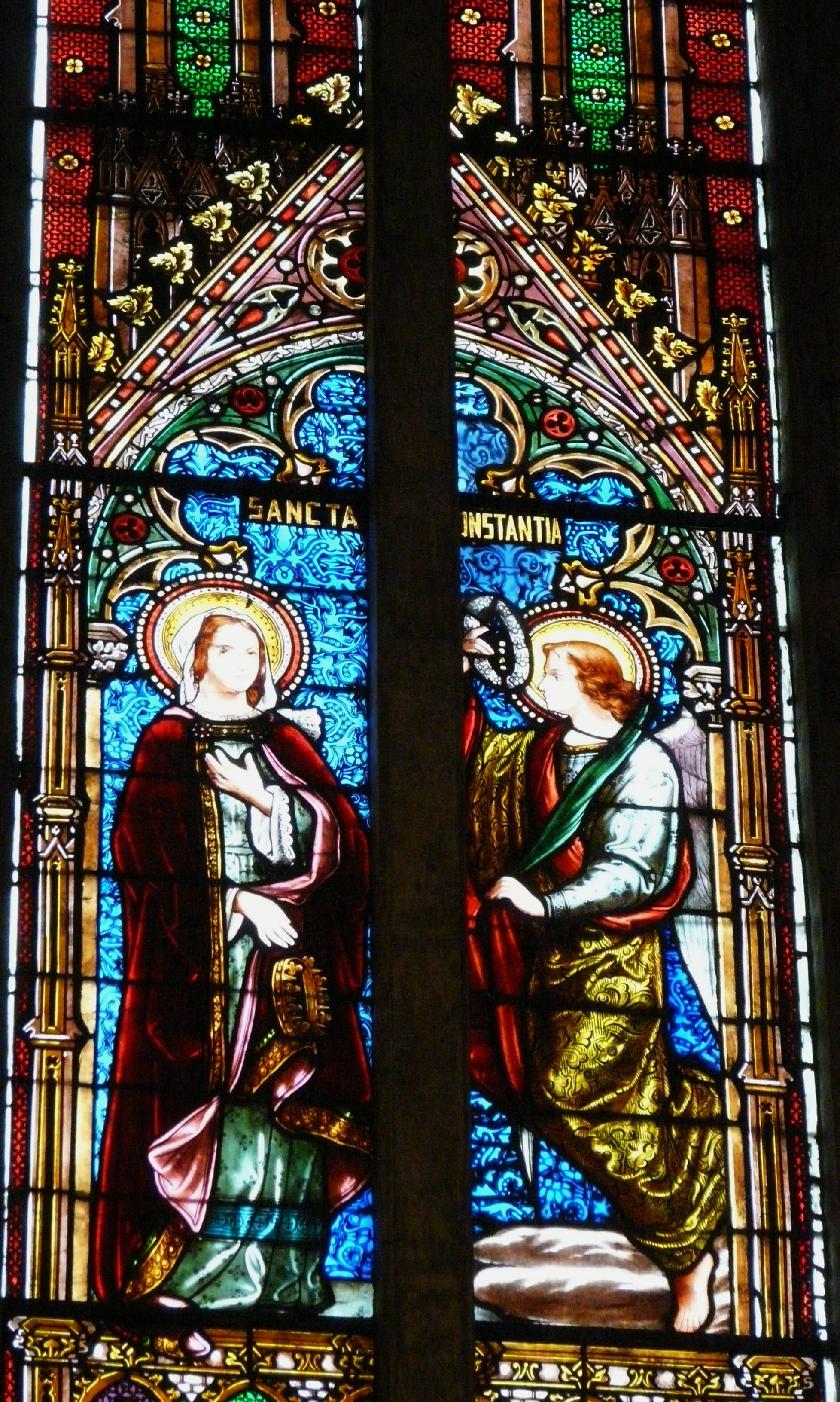
Vidriera que representa a Santa Constanza, iglesia de Saint-Thomas, Excideuil

Numine divino multum Christoque iuvante Sacravi templum victricis virginis Agnes [...]

Yo, Constantino, venerando a Dios y consagrado a Cristo, habiendo cubierto con devoción todos los gastos,
con considerable inspiración divina y la ayuda de Cristo, he dedicado el templo a la victoriosa virgen Inés [...]
Parte inicial de la inscripción del mausoleo de Constanza - siglo IV

La basílica de Santa Costanza en Roma fue originalmente el mausoleo de Constantina, con el nombre de Constanza, es venerada como santa por la Iglesia Católica.
Cuenta la leyenda que, incurablemente enferma, Constanza fue a la tumba de Santa Inés en Roma, donde sería curada milagrosamente; tras este milagro, Constanza se habría convertido al cristianismo.
Desposada con un oficial romano llamado Galicano, le habría dado a sus dos mejores sirvientes, Juan y Pablo, cuando Galicano tuvo que partir hacia la guerra. 
Constanza tenía dos hijas de su primer matrimonio, Ática y Artemia, a las que educó convirtiéndolas al cristianismo; junto a ellas vivieron como vírgenes y construyó la primera basílica de Sant'Agnese extramuros , viviendo hasta su muerte en una casa cercana.
Las reliquias de Constanza y de las dos hijas habrían sido colocadas por el Papa Alejandro IV bajo un nuevo altar en Santa Constanza; en el siglo XVI fueron incluidos por primera vez en el Martirologio Romano.